# 중화인민공화국 교통운수부
중화인민공화국 교통운수부는 중화인민공화국 국무원을 구성하는 하나의 부서이다. 2008년 3월에 설립되었으며, 주 업무는 철도, 고속도로, 운수, 항구, 도시 여객 운송, 민간 항공 등 을 관리한다.
제11회 전국인민대표대회의 국무원제도 개편에 따라 교통부의 후신으로 설치되었다.

## 의무와 권한

### 주요 업무ㆍ책임
중화인민공화국 교통운수부의 주요 업무이다.
1. 철도, 도로, 수로 교통 의 발전, 정책 및 법규의 집행과 감독한다.
2. 철도, 도로, 수로 교통 의 발전 계획을 세우고, 중장기 계획 및 감독. 교통 업종 통계와 정보 인도를 책임진다.
3. 국가 중점에 대한 물자 운송은 긴급 여객 운송과 조절 통제를 진행. 국가 중점 철도, 도로, 수로, 건설공정을 조직적으로 실행한다.
4. 교통 분야 체제개혁을 지도한다. 철도, 도로, 수로 교통 업종의 경쟁 질서를 지킨다. 교통 운수 분야를 안내하여 구조를 개선하고, 조화롭게 발전한다.
5. 조직 도로 및 그 시설의 건설, 보수 등. 자동차 정비 시장, 자동차 운전 학교와 운전사 훈련 작업의 업종관리를 책임진다.
6. 조직 수상운송 기초 시설의 건설, 보수 등 수상 교통안전을 책임 감독한다.
7. 교통 분야 과학기술 정책, 기술 기준과 규범을 제정한다; 조직의 중대 과학기술 개발이, 교통 분야 기술 진보를 추진한다. 교통 분야의 고등교육과 사회인 교육 및 직업 기술 교육을 지도한다.
8. 직속기관의 인사, 노동 보수, 기구 관리 사업을 편성한다. 규정 관리부 직속기관의 주요 지도에 따라 교통 업종 노동자 단체구성을 지도한다.
9. 정부 사이의 교통 업종의 해외 작업을 책임지고, 외자 업무를 이용하는 것을 지도한다. 관리 도로, 수로 교통과 국제조직 관련 사실은, 국제 교통 경제 기술합작과 교류를 전개한다.
10. 항만, 해상 운송 공안 작업을 관리와 지도한다.
11. 국무원이 맡겨 처리시킨 기타 사항을 대행한다.

### 산하 기관
1. 철도국
2. 민항국
3. 우정국

## 조직

### 국
- 판공청
- 정책법무국
- 종합계획국
- 재무국
- 인사노무국
- 도로운수국
- 안전관리국
- 과학기술국
- 국제협력국
- 도로국
- 수운국
- 교통운수부 공안국(공안국)
- 기관위원회
- 퇴직간부국
- 중국 해상 구조 센터
- 징계위원회, 감사국
- 기관사업국

### 파견 기구
- 교통운송부 장강항해 업무 관리국
- 교통운송부 주장 항해 업무 관리국

### 직속 기구
- 교통운송부 해사국
- 교통운송부 구제국
- 중국선급
- 교통운수부 항공구조대
- 교통운송부 공사 감독국
- 교통운수부 인재개발원

### 사업 (기구)
- 다롄해양대학교
- 중국민항대학교 (민항국에서 관리)

## 같이 보기
- 중화민국 교통부